# Фонсека, Рикардо
Рикардо Фонсе́ка Агуайо (17 января 1906, Сааведра (Чили) — 21 июля 1949, Сантьяго, Чили) — деятель международного рабочего и профсоюзного движения, чилийский политик. Генеральный секретарь ЦК Коммунистической партии Чили (1946—1948). По профессии учитель. 

## Биография
Из крестьян. Учился в государственной школе Пуэрто-Сааведра и в педагогической школе Виктории, которую окончил учителем начальных классов (1923). В 1924—1937 годах учительствовал в школах Вальдивии, Молины и Сантьяго.
В 1923 году был в числе основателей и руководителем (до 1934) Федерации профсоюзов учителей, выступавшей за демократизацию образования.
С 1929 года — член компартии Чили, участвовал в деятельности её боевого крыла. В 1933—1934 годах — первый секретарь парторганизации в Сантьяго, национальный лидер ЦК партии. Генеральный секретарь Союза коммунистической молодёжи Чили (1936—1938). Активный участник Народного фронта с 1936 года и представитель партии в его фактическом преемнике — Демократическом альянсе Чили, созданном в 1941 году.
В 1938 году участвовал в работе Всемирного молодёжного конгресса в Нью-Йорке. Посетил Перу, Аргентину и Уругвай.
Активный участник Народного фронта Чили (1936—1941). В 1940—1946 годах — член Политкомиссии ЦК Коммунистической партии Чили и редактор центрального печатного органа КПЧ «Эль Сигло» («El Sigio»). Секретарь ЦК партии по вопросам образования, печати и пропаганды (1945).
Депутат Национального конгресса Чили в 1941—1949 годах. В 1941 году впервые избран от Национальной прогрессивной партии (названия, под которым тогда баллотировалась КПЧ) от Арики, Икике и Писагуа, вошёл в Комиссию по образованию. Переизбран депутатом на период 1945—1949 годов. 
С октября 1946 — генеральный секретарь ЦК компартии Чили. 